# Ararat (stad)

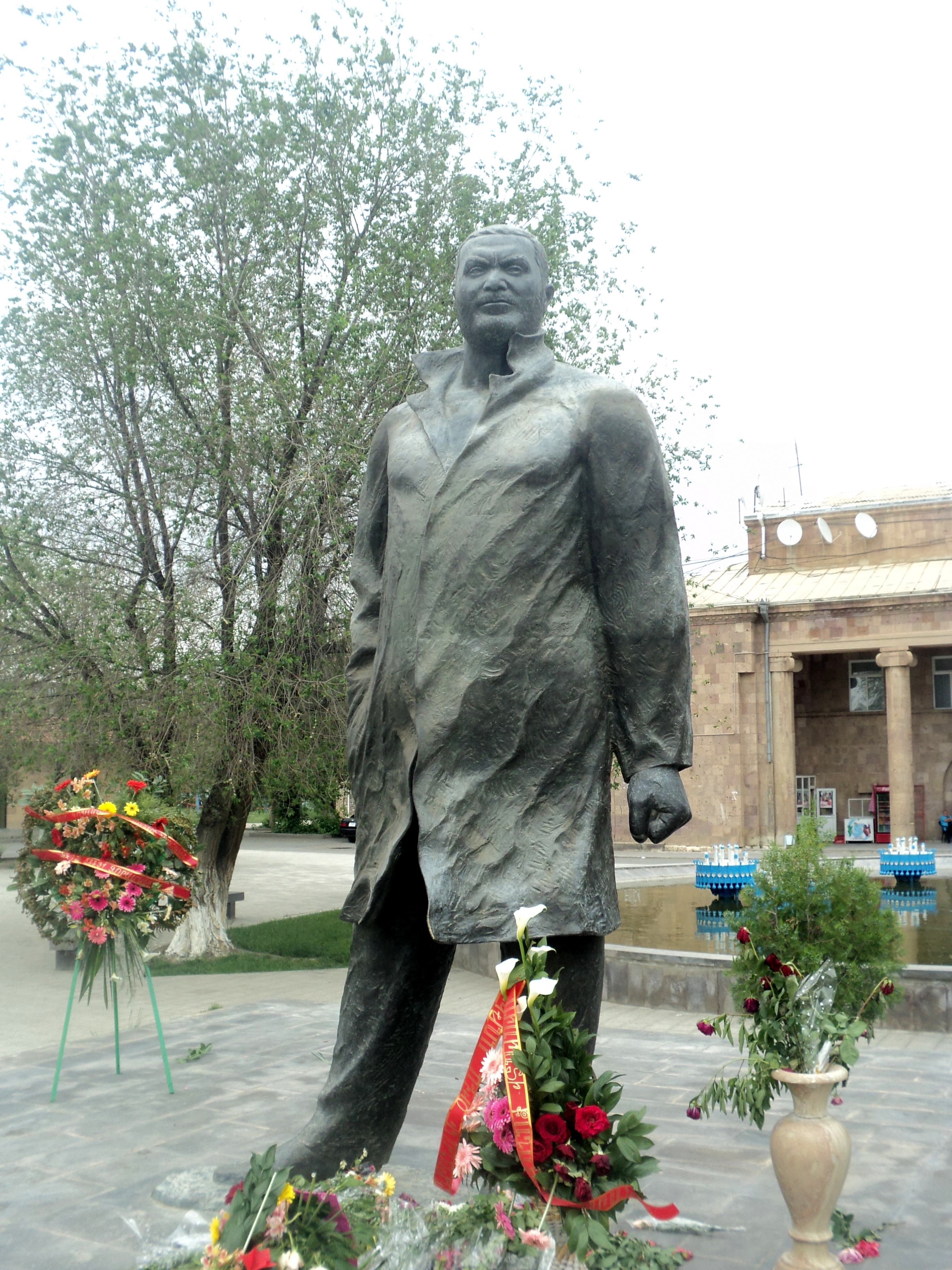
Staty över Vazgen Sargsjan på torget

Ararat (armeniska: Արարատ) är en stad i Araratprovinsen i Armenien. Ararat ligger vid landsvägen och järnvägslinjen mellan Jerevan och Nachitjevan 42 kilometer sydost om Jerevan och 19 kilometer från provinshuvudstaden Artasjat. År 2011 hade staden enligt det årets folkräkningen 20.235 invånare. År 2016 beräknades staden ha en befolkning på omkring 20.300 personer. 
Orten Ararat grundades 1927 med anläggandet av en cementfabrik och boståder för de anställda. Den fick 1947 namnet Ararat efter berget Ararat. 
Ararat har två stora industriföretag: Ararat Cement och Geopromining Gold, en utvinningsanläggning av guld, grundad 1970. Staden har järnvägsförbindelse med Jerevan och Jerash.